# Закарпатский областной венгерский драматический театр
Закарпатский областной венгерский драматический театр (укр. Закарпатський обласний угорський драматичний театр, венг. Kárpátaljai Megyei Magyar Drámai Színház) — театр в Берегово Закарпатской области Украины. Основан в 1993 году. Создан для нужд венгерского населения. Главный режиссёр — Аттила Виднянский. Частично театр финансируется за счёт бюджета Закарпатской области и грантов различных венгерских фондов.

## Название
- Береговский венгерский национальный театр имени Дьюлы Ийеша (1993—2008)
- Закарпатский областной венгерский драматический театр (2008 — н. в.)

## История

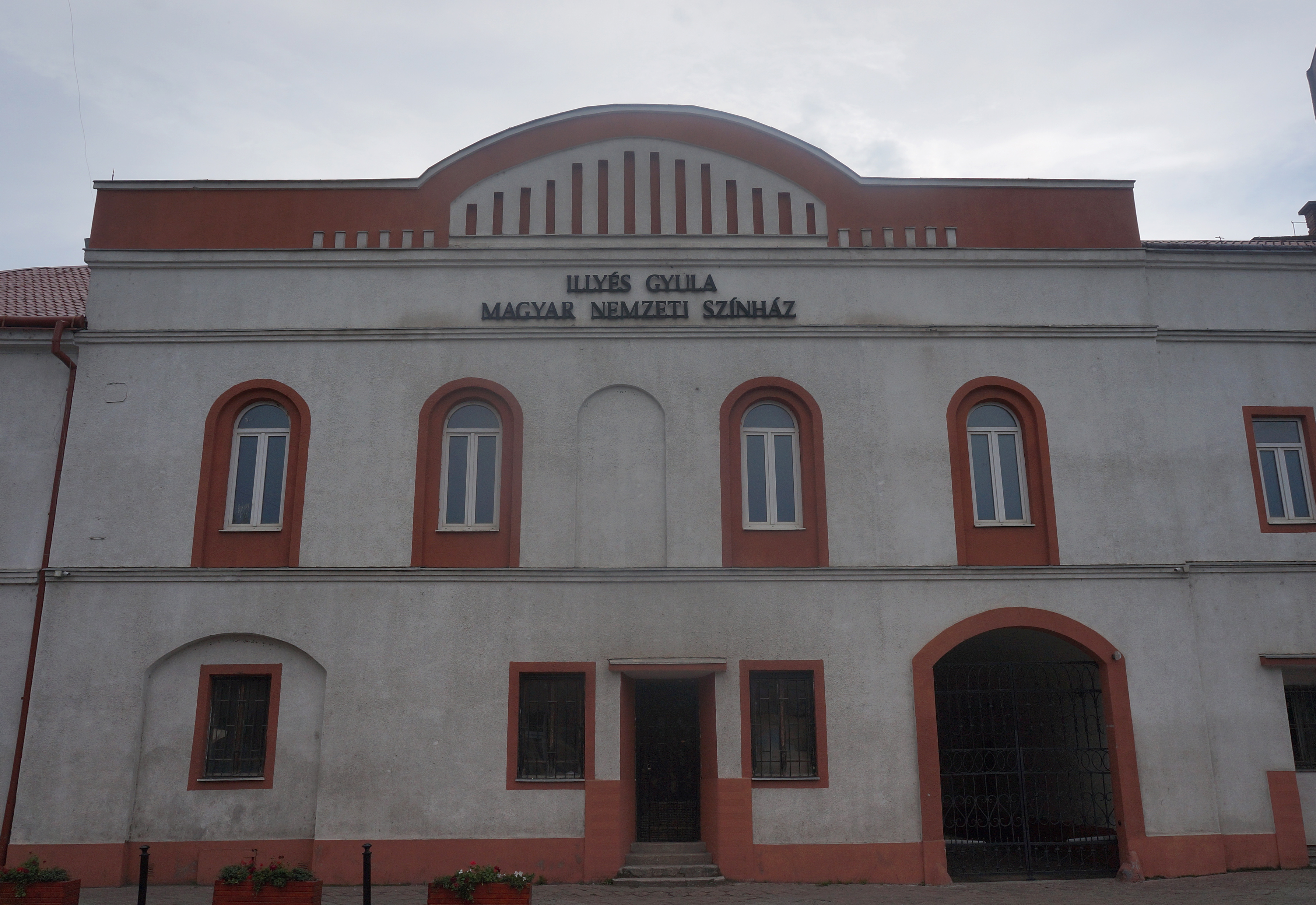
Театр, 2016 год

Береговский венгерский национальный театр имени Дьюлы Ийеша был основан по двухстороннему соглашению министерств культуры Украины и Венгрии в 1993 году в Берегово, где около половины населения составляют венгры. Одним из основателей театра стал его будущий многолетний режиссёр Аттила Виднянский. Для формирования трупы театра, Киевский национальный университет театра, кино и телевидения имени Ивана Карпенко-Карого открыл набор студентов на специализацию «венгерский язык», куда поступали абитуриенты из Закарпатской области.
Новый театр разместился здании бывшего отеля «Орослан» («Лев») на перекрестке площади Героев и Мукачевской улицы, построенном в конце XVII века. Первым спектаклем венгерского национального театра стала постановка Дюлы Ийеша «Бал в степи».
С 1994 года театр принимается участие в театральном фестивале зарубежных венгерских театров в Кишварде, где в 1996, 1999, 2000 и 2002 годах награждался призами. Коллектив театра участвовал в международном фестивале в польской Торуне, а 2001 году — в третьей международной театральной олимпиаде в Москве по приглашению Анатолия Васильева. Известность театр получил благодаря постановке пьесы Уильяма Шекспира «Сон в летнюю ночь», за что был награждён первой премией на фестивале молодых театров в Москве, а Виднянский в 2000 году был признан режиссёром года на Украине.
В 2000-е годы венгерский театр инициировал проведение театрального фестиваля «Сталкер».
Решением Закарпатского областного совета от 4 декабря 2008 года театр был преобразован в Закарпатский областной венгерский драматический театр. По состоянию на 2012 год в театре работало 19 актёров.
В 2018 году для нужд театра было отремонтировано помещение бывшего спортивного комплекса. В 2019 году правительство Венгрии выделило средства на реконструкцию здания театра. В 2021 году театру был передан 57-местный автобус.
С 2021 года спектакли театра дублируются субтитрами на украинском языке.

## Репертуар
Спектакли ставятся на венгерском языке. В основном репертуар театра состоит из произведений классиков — Антона Чехова, Николая Гоголя, Сэмюэля Беккета, Томаса Элиота, Уильяма Шекспира, Мигеля де Сервантеса, Имре Мадача, Адама Мицкевича и Джованни Боккаччо. Театр проводил гастроли в Австрии, Венгрии, Норвегии, Польши, России, Франции и Швеции